# Naoya Yoshioka
Naoya Yoshioka (Kioto, 23 december 1991) is een Japans voormalig wielrenner die onder andere reed voor Team UKYO.

## Carrière
In 2015 stond Yoshioka onder contract bij Nasu Blasen. Namens deze ploeg reed hij onder meer de Ronde van Japan en de Japan Cup. Het dichtst bij een overwinning kwam hij in de tweede etappe van de Ronde van Hokkaido, waarin hij naar een zevende plek sprintte.
In 2016 werd hij elfde op het nationale wegkampioenschap, op 43 seconden van winnaar Sho Hatsuyama. In de Ronde van Hokkaido reed hij naar de zesde plaats in de tweede etappe en de vijfde in de vierde etappe, wat hem een vijfde plaats in het eindklassement opleverde.

## Ploegen
- 2015 –  Nasu Blasen
- 2016 –  Nasu Blasen
- 2017 –  Nasu Blasen
- 2018 –  Team UKYO
- 2019 –  Team UKYO
- 2020 –  Team UKYO
- 2021 –  Team UKYO
- 2022 –  Team UKYO
- 2023 –  Saitama Nasu SunBrave
- 2024 –  Saitama Nasu SunBrave

Araque · Hatanaka · Hirai · Hiratsuka · Hucker · Koishi · Kreder · de Maar · Nakai · Prades · Pujol · S. Tokuda · T. Tokuda · Yokotsuka · Yoshioka